# Bouillé-Loretz
Bouillé-Loretz är en kommun i departementet Deux-Sèvres i regionen Nouvelle-Aquitaine i västra Frankrike. Kommunen ligger i kantonen Argenton-les-Vallées som tillhör arrondissementet Bressuire. År 2018 hade Bouillé-Loretz 1 022 invånare.

## Befolkningsutveckling
Antalet invånare i kommunen Bouillé-Loretz
| Referens: INSEE |